# ديف سميث (لاعب دارت)
ديف سميث (بالإنجليزية: Dave Smith)‏ هو لاعب دارت بريطاني، ولد في 17 يونيو 1971 في Pontefract ‏ في المملكة المتحدة.

## وصلات خارجية
- ديف سميث على موقع DartsDatabase.co.uk (الإنجليزية)